# Nestor Ivanovič Machno
Nestor Ivanovič Machno (in russo Нестор Иванович Махно?, in ucraino Не́стор Іванович Махно́?, Nestor Ivanovyč Machno; Huljajpole, 7 novembre 1889, [ 26 ottobre del calendario giuliano] – Parigi, 25 luglio 1934) è stato un anarchico e rivoluzionario ucraino.

## Biografia
Nestor Machno proveniva da una famiglia di umili contadini. A sette anni già lavorava come pastore, ad otto frequentava la scuola che lasciò a dodici per mettersi al servizio dei kulaki tedeschi. Alto 1,65 metri, era fin da giovane claudicante: durante una sparatoria una pallottola gli si era conficcata in una caviglia, compromettendone irrimediabilmente l'uso. Nel 1905 aderì alla causa rivoluzionaria ed entrò nelle file degli anarchici. L'anno successivo si unì al gruppo operante a Huljajpole che faceva proseliti soprattutto fra i contadini e i giovani.
Nel 1908 venne condannato a morte dalle autorità zariste, ma a causa della giovane età, la pena fu commutata in ergastolo. In carcere strinse una solida amicizia con l'anarchico Pëtr Aršinov, che lo aiutò ad approfondire la sua cultura e a maturare convinzioni anarchiche. Nel 1917 Machno fu rilasciato in seguito alla Rivoluzione di febbraio e, poco dopo, ritornò a Huljajpole. Il lavoro di Machno e del suo vecchio gruppo anarchico fu improntato al collegamento con le masse contadine che si organizzarono in Unioni Contadine prima e in Soviet dopo, e che rifiutarono di pagare le rendite ai latifondisti. Allo stesso modo, Machno si unì alle lotte operaie organizzando scioperi e iniziative di vario tipo.
La rivoluzione nella zona d'influenza di Machno e del suo gruppo, diventato ormai numeroso, procedeva velocemente e ciò contribuì a fare di Huljajpole un centro d'attrazione per tutto il Paese. Furono realizzate collettivizzazioni della terra e furono organizzate Comuni agricole in tutte le province circostanti. Il tentativo di resistenza delle autorità centrali contro quanto stava accadendo in periferia convinse il locale soviet a creare un Comitato di salvezza della Rivoluzione presieduto dallo stesso Machno, che iniziò a disarmare tutti i potenziali oppositori proseguendo la politica di collettivizzazione delle attività produttive.
Dopo il trattato di Brest-Litovsk firmato da Lenin che cedeva anche parte del territorio dell'Ucraina, truppe austro-germaniche invasero il Paese e lo conquistarono in tre mesi. Gli anarchici si organizzarono in un esercito di liberazione votato alla guerriglia, mentre Machno e una delegazione visitarono la Russia bolscevica al fine di tentare di riaprire i collegamenti e ricevere aiuto dai compagni anarchici, senza risultati.

## L'incontro con Lenin
Machno ebbe inoltre un casuale incontro con Lenin nel quale la differente visione della società tra anarchici e bolscevichi apparve con tutta la sua evidenza:
Machno ritornò poi in Ucraina dove apprese che due suoi fratelli erano stati uccisi dagli occupanti tedeschi. Fu infine trovato in possesso di materiale propagandistico ed arrestato dagli austro-tedeschi. Venne liberato grazie al pagamento di una cauzione d'importo rilevante raccolta dai suoi compagni. Dal 1918 al 1921, Machno fu il leader del movimento di resistenza ucraino contro austro-tedeschi, russi bianchi e bolscevichi. Il movimento crebbe enormemente e conseguì numerose e importanti vittorie, ma fu infine sconfitto dall'Armata Rossa.
Fu esiliato a Parigi, dove continuò l'attività politica in condizioni di vita molto umilianti, entrando a far parte del gruppo anarchico Delo Truda (Дело Труда, La Causa del Lavoro). Rimase anarchico fino alla morte, avvenuta nel 1934 a causa della tubercolosi che da tempo ne minava il fisico. Le sue ceneri riposano nel cimitero di Père-Lachaise (colombarium 6685, division 87).

## Pio Turroni e Nestor Machno
Pio Turroni conobbe Machno durante l'esilio parigino che lo aveva allontanato dall'Italia e gli aveva permesso di sfuggire ai fascisti. Nella capitale francese, Machno viveva già da alcuni anni, essendovisi rifugiato a seguito della sconfitta inflitta dai bolscevichi a lui e ai suoi compagni di lotta. Pio Turroni raccontò, tralasciando la scelta politica, della personalità e dell'umanità che caratterizzava il leader anarchico ucraino, che non aveva atteggiamenti autoritari ed era sempre disponibile verso i compagni e chiunque avesse bisogno di aiuto. Turroni riferisce anche delle dure condizioni con cui Machno viveva a Parigi, trascinandosi in gravi ristrettezze economiche, spesso non disponendo neppure del denaro sufficiente per potersi sfamare.
Quando fu presentata la prima edizione italiana del libro Nestor Makhno: La rivoluzione russa in Ucraina, marzo 1917 - aprile 1918, Pio Turroni fu intervistato da Luciano Ferraresi e il giudizio di Pio Turroni su Lev Trockij non fu per niente lusinghiero. Lev Trockij era accusato da Turroni di non aver neppure menzionato Nestor Machno nei suoi libri (i celebri La mia vita e la Storia della Rivoluzione russa), tacendo quindi anche sulle vittorie di questi sui controrivoluzionari di Anton Ivanovič Denikin, Symon Petljura e Pëtr Nikolaevič Vrangel'.
Pio Turroni accusò inoltre Trockij di non aver neanche mai riferito della resistenza che incontrò l'Armata Rossa da parte dei libertari ucraini. Sempre secondo Pio Turroni, in quel periodo si ricorse anche alla calunnia nei confronti di Nestor Machno, con accuse di antisemitismo del tutto infondate, respinte da molti anarchici, tra cui Volin e lo stesso Turroni

## La Machnovščyna
Dopo il trattato di pace stipulato da Lenin l'11 novembre 1918 e la ritirata delle truppe austro-tedesche che, dopo aver imposto un regime di destra in Ucraina, avevano tentato di reprimere la grande rivolta guidata da Machno e da i suoi compagni, la risposta fu tale che per la prima volta nella storia vi fu un tentativo di applicazione su larga scala dei principi dell'autogoverno anarchico.
Essendo allora l'Ucraina un paese a stragrande maggioranza contadina, il fulcro dell'instauratosi modello politico-economico machnovista era, di conseguenza, la terra. Moltissimi contadini aderirono dunque agli ideali anarchici. L'indigente bracciantato agricolo, affamato di terre, aveva infatti ricevuto da Machno e dai suoi compagni i latifondi espropriati ai grandi proprietari terrieri. Le collettività contadine locali vissero, per la prima volta, l'esperienza dell'autogestione.

### Il modello sociale
I contadini erano organizzati in comuni, o soviet del lavoro, indipendenti e coltivavano la terra comunitariamente, senza che fosse richiesta una qualche forma di supervisione o coordinamento da parte di un'autorità centrale, in linea con i principi dell'anarco-comunismo. Ne risultava dunque un'organizzazione estremamente egualitaria, in cui il soviet aveva la sola funzione di porre in comunicazione i vari collettivi agricoli sparse sul territorio. Il sistema bolscevico non riuscì a penetrare in tale struttura: le singole unità produttive erano fra loro interagenti, sia a livello locale, sia a livello distrettuale e regionale, realizzando forme di collaborazione comunitaria che, però, non limitavano in assoluto la libertà personale dei costituenti. Il sistema fu oggetto di un carteggio fra Machno e l'anarco-comunista italiano Errico Malatesta.

### La propaganda anti-autoritaria
I machnovisti, in linea con il loro credo anarchico, avversavano qualsiasi forma di autorità costituita e, quando iniziavano il lavoro politico in una località, affiggevano manifesti del tipo:
(Daniel Guérin, La Machnovščina)

### Rapporti con i bolscevichi
I miliziani machnovisti, nel 1920, tentarono di stringere un patto di collaborazione con i bolscevichi, ma pretesero di inserire una clausola da quest'ultimi considerata assolutamente non condivisibile:
(Daniel Guérin, La Machnovščina)

Ciò non poteva portare ad altro se non allo scontro armato fra anarchici e bolscevichi. Errico Malatesta si sarebbe trovato a commentare in questo modo l'insanabile incompatibilità politica: 

## Manifesto Machnovista
Parte del Manifesto Machnovista redatto dalla sezione culturale degli insorti in data 27 aprile 1920:
2. Perché ci chiamiamo machnovisti? Perché per la prima volta durante i giorni più oscuri della reazione in Ucraina, abbiamo visto tra noi un amico leale, Machno, la cui voce di protesta contro ogni forma di oppressione dei lavoratori risuonò per tutta l'Ucraina, esortando alla lotta contro tutti i tiranni, i malfattori e i ciarlatani della politica che ci ingannavano, Machno, che ora marcia deciso al nostro fianco verso la mèta finale, l'emancipazione del proletariato da ogni forma di oppressione.
3. Che cosa intendiamo per emancipazione? Il rovesciamento dei governi monarchici, di coalizione, di repubblicani, socialdemocratici e del partito comunista bolscevico, cui deve sostituirsi un ordine indipendente di soviet dei lavoratori, senza più governanti né leggi arbitrarie. Perché il vero ordine dei soviet non è quello instaurato dal governo socialdemocratico-comunista bolscevico, che ora si definisce potere sovietico, ma una forma più alta di socialismo antiautoritario e antistatale, che si manifesta nell'organizzazione di una struttura libera, felice e indipendente della vita dei lavoratori, nella quale ciascun individuo, così come la società nel suo complesso, possa costruirsi da sé la propria felicità e il proprio benessere secondo i principî di solidarietà, di amicizia e di uguaglianza.
4. Come consideriamo il sistema dei soviet? I lavoratori devono scegliersi da soli i propri soviet, che soddisferanno i desideri dei lavoratori - cioè, soviet amministrativi, non soviet di stato. La terra, le fabbriche, gli stabilimenti, le miniere, le ferrovie e le altre ricchezze popolari devono appartenere a coloro che vi lavorano, ovvero devono essere socializzate.
5. Attraverso quale via i machnovisti potranno realizzare i loro obiettivi? Con una rivoluzione senza compromessi e una lotta diretta contro ogni arbitrio, menzogna ed oppressione, da qualunque fonte provengano; una lotta all'ultimo sangue, una lotta per la libertà di parola e per la giusta causa, una lotta con le armi in mano. Solo attraverso l'abolizione di tutti i governanti, distruggendo le fondamenta delle loro menzogne, negli affari di stato come in quelli economici, solo con la distruzione dello stato per mezzo della rivoluzione sociale potremo ottenere un vero ordine di soviet e giungere al socialismo.»

## Opere
- Nestor Machno, La lotta contro lo Stato e altri saggi, stampa AK, 1996.
- Nestor Machno, La Rivoluzione anarchica e altri scritti, 2005, M&B Publishing, Milano.